# Schack för fyra

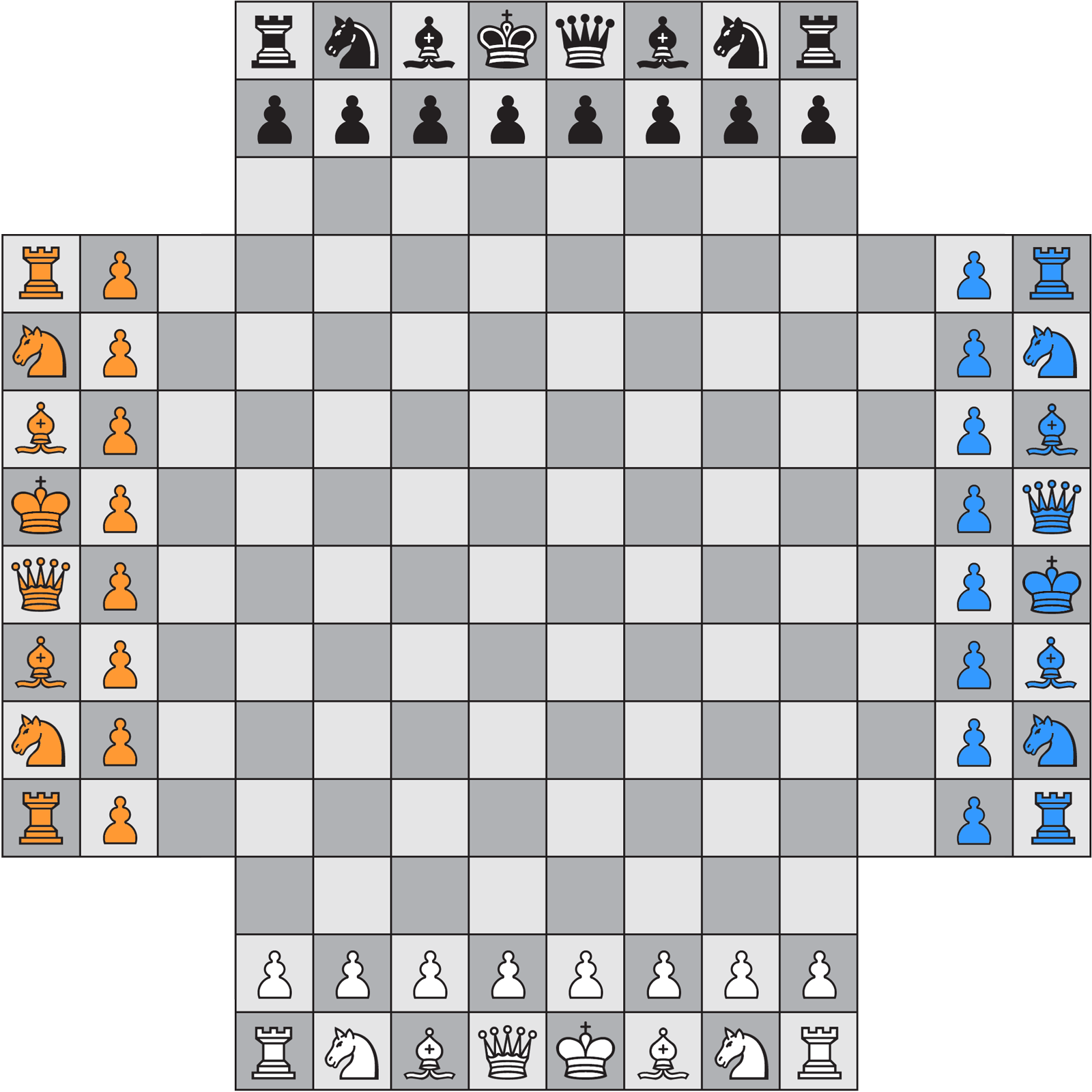
Exempel på startposition i schack för fyra.

Schack för fyra (eller fyrmannaschack) är en schackvariant som är avsedd för fyra schackspelare. Det spelas på ett vanligt kvadratiskt schackbräde med 8×8=64 rutor, men med tre ytterligare rader med 8 celler på varje sida. Alla schackspelare har olika färger på sina schackpjäser. Standardfärgerna är vit, svart, blå och orange, men andra färger förekommer också. Oftast spelas det med samma uppsättning av schackpjäser som i vanligt schack.